# The Garden of Eden
The Garden of Eden (frei übersetzt Der Garten von Eden) ist ein US-amerikanischer Dokumentar-Kurzfilm von Roger M. Sherman aus dem Jahr 1984, der für einen Oscar nominiert wurde.

## Inhalt
Im Film, der im Jahr 1984 gedreht wurde, wird davon ausgegangen, dass in den nächsten dreißig Jahren zwanzig Prozent aller Lebensformen aussterben werden. Er wirbt mit Argumenten dafür, dass es ein gutes Geschäft sein könnte, zur Rettung der Umwelt beizutragen. Entdeckungen, die in der Pflanzen-, Tier- und Mikrobiologie gemacht werden und worden sind, würden zeigen, dass das, was man für unwichtig halten könnte, vielleicht das Heilmittel für eine wichtige Krankheit sein könnte oder eine bedrohte Pflanzenart retten und Schädlinge abwehren könnte.

## Produktionsnotizen
Die Filmaufnahmen entstanden in den Apalachicola Bluffs an Ravines Preserve in Bristol in Florida in den Vereinigten Staaten. Produziert wurde der Film von Florentine Films, vertrieben von Direct Cinema Limited.

## Auszeichnung
Academy Award 1985: Oscarnominierung für Lawrence R. Hott und Roger M. Sherman in der Kategorie „Bester Dokumentar-Kurzfilm“